# Izzy Stradlin
Izzy Stradlin, né Jeffrey Isbell le 8 avril 1962 à Lafayette (États-Unis), est un guitariste et auteur-compositeur-interprète américain. Il a été le guitariste rythmique des Guns N' Roses, depuis la formation du groupe en 1985, jusqu'à son départ, en 1991, après la sortie des albums Use Your Illusion I & II.
Après cela, il a entamé une carrière en solo, notamment avec son groupe Izzy Stradlin and the Ju Ju Hounds.

## Enfance
Izzy Stradlin va à la même école (école spécialisée dans l'art) qu'Axl Rose et c'est là qu'ils font connaissance. Il raconte le premier souvenir qu'il a d'Axl, alors qu'il ne le connaissait pas encore vraiment. C'était le premier jour d'école, en CE2 ou CM1, Izzy était assis en classe, avant une leçon, et tout à coup il y a eu une mêlée. C'est alors qu'Izzy a vu Axl courir dans le hall et un groupe de profs le poursuivre.
Après avoir passé son bac, Izzy Stradlin déménage à Los Angeles avec l'idée de former un groupe.

## Carrière
Izzy Stradlin n'a pas toujours joué de la guitare. Il s'est d'abord essayé à la batterie, puis à la basse, dans plusieurs groupes. En 1983, Izzy Stradlin eut l'idée de créer un groupe s'inspirant de Hanoi Rocks. Ainsi il demanda au chanteur Axl Rose de quitter le groupe Rapidfire pour former des groupes qui serviront de genèse à Guns N' Roses : Rose, Hollywood Rose et les L.A Guns notamment. Guns N'Roses naît définitivement et se consolide en 1985 avec l'arrivée du guitariste Slash et du batteur Steven Adler.
En octobre 1991, écœuré par des mois de concerts durant lesquels se sont succédé les retards sur scène et les incidents, Izzy Stradlin quitte les Guns N' Roses, ne supportant plus de voir ses compagnons se droguer alors que lui-même ne touche plus à la drogue depuis 1990. De plus, il ne supporte plus l'attitude dictatoriale de Rose, qui veut contrôler le fonctionnement du groupe et baisser la part de Stradlin sur les profits générés. Les fans sont déçus par son départ, car Izzy Stradlin, en plus d'excellent parolier et compositeur, a aussi une présence scénique qui par sa nonchalance contraste agréablement avec la débauche d'énergie de Slash et Axl Rose.
Peu de temps après, il contacte Jimmy Ashurst, ex-bassiste des Broken Homes et ami de longue date. À son tour, Jimmy demande à Charlie Quitane de les rejoindre. Le guitariste Rick Richards complète la formation. Ce nouveau groupe, Izzy Stradlin and the Ju Ju Hounds, enregistre rapidement un album, mélange de rock et de blues, très apprécié du public. L'album sort courant 1992.
Il semble que les Ju Ju Hounds se soient séparés durant l'enregistrement de leur second album.
En 1995, Izzy Stradlin quitte sa maison de Lafayette pour s'installer définitivement à Los Angeles. Il y retrouve quelques amis, dont Duff McKagan, et ils enregistrent une dizaine de chansons en huit jours. Pour Izzy, cet album n'est pas extraordinaire, mais il dit que c'était un bon moyen de s'amuser en faisant ce qu'il aime le plus : de la musique !
Izzy Stradlin sort en mai 2001 son quatrième album solo: River. Il donne alors une interview au journaliste Mick Wall dans laquelle il révèle de nombreux détails sur son départ de Guns N'Roses. Selon Izzy Stradlin, le nouveau groupe d'Axl Rose ne peut pas être considéré comme le vrai Guns N'Roses ("It's obviously not Guns N'Roses") et il trouve incorrect qu'Axl Rose utilise le nom du groupe pour son nouveau projet à la suite du départ de tous les membres originaux.
Depuis qu'il a quitté GN'R en 1991, Izzy Stradlin a été très prolifique puisqu'il a sorti en tout pas moins de 11 albums. Et cela, sans compter les mini-albums lives sortis au Japon seulement. Son dernier album en date est Wave Of Heat, qui est sorti en 2010.
En 2002, il participe à un nouveau groupe avec ses anciens comparses gunners Duff McKagan, Matt Sorum et Slash; Izzy participe seulement à l'écriture des morceaux. Le groupe cherche cependant un chanteur. Le nom provisoire du groupe est The Project. En mai 2003, Scott Weiland (ex-Stone Temple Pilots) annonce qu'il est officiellement le chanteur de The Project. Un porte-parole de Slash dément l'information quelques jours plus tard. La semaine suivante, Weiland se fait arrêter pour possession de drogues, il risque la prison.
Izzy Stradlin continue en fait à écrire en solo et préfère finalement ne pas intégrer Velvet Revolver car il ne veut pas avoir affaire aux problèmes d'ego des chanteurs après son expérience dans Guns N'Roses. Stradlin avait proposé à Slash que Duff McKagan et lui-même s'occupent du chant, mais Slash rejette cette proposition car il souhaite un vrai chanteur pour Velvet Revolver. Stradlin fera tout de même quelques apparitions sur scène lors des tournées de VR.
En 2006, Izzy Stradlin est réapparu, en tant qu'invité sur quelques chansons, aux côtés d'Axl Rose lors de la tournée européenne de GN'R suscitant l'enthousiasme des fans qui rêvent de revoir ensemble la formation originale de Guns N'Roses. En 2008, Izzy Stradlin a affirmé que si une reformation du groupe était à l'ordre du jour, il en ferait partie.
En juin 2009, Izzy Stradlin a participé à l'enregistrement de Slash, le premier album solo de son ancien compagnon au sein de GN'R, Slash. Izzy Stradlin joue sur le titre Ghost dudit album.
Le 14 avril 2012, Izzy Stradlin est intronisé au Rock and Roll Hall of Fame avec Guns N' Roses bien qu'il n'assiste pas à la cérémonie.
Un nouveau single fait son apparition sur youtube le 19 novembre 2012. Nommé Baby-Rann, la chanson est créditée comme suit; Rick Richards Lead Guitar, Taz Bentley Drums and Backing Vocals, J.T. Longoria Bass Guitar, Joey Huffman on Hammond Organ, Izzy Stradlin Vocals and Guitar. Video edit by Ed Shiers.J.T. Enginner on Sound Recording, Scott Moore Second Engineer.Recorded at Oceanway Studios Hollywood, California novembre 2012, Mastered by "Sunny Nam" at The Mastering Lab.

## Discographie

### Avant Guns N' Roses
- Hollywood Rose, The Roots of Guns N' Roses, (Enregistré en 1983, paru en 2004)

### Avec Guns N' Roses
- Live ?!*@ Like a Suicide (1986)
- Appetite For Destruction (1987)
- GN'R Lies (1988)
- Use your Illusion I (1991)
- Use your Illusion II (1991)
- Live Era: '87-'93 (1999)
- Greatest Hits (2004)

### En solo
- Izzy Stradlin and the Ju Ju Hounds (1992)
- 117° (1998)
- Ride On (1999)
- River (2001)
- On Down The Road (2002)
- Like A Dog (2003), sorti via Internet 2005
- Miami (2007), sorti via Internet
- Fire....the acoustic album (2007), sorti via Internet
- Concrete (2008), sorti via Internet
- Smoke (2009), sorti via Internet
- Wave Of Heat (2010), sorti via Internet